# C93
C93 fue un partido político en Curaçao, anteriormente en las Antillas Neerlandesas. En las elecciones legislativas del 18 de enero de 2002, el partido obtuvo 3,55% del voto popular, pero ninguno de los 14 escaños.